# Veliko Tarnovo
Veliko Tarnovo er en by i det centrale Bulgarien, med et indbyggertal (pr. 2008) på cirka 72.000. Byen er hovedstad i Veliko Tarnovo-provinsen, og ligger ved bredden af Jantra-floden.
Veliko Tarnovo var hovedstad og et kulturcenter i det Andet bulgarske rige.

## Galleri
- Gadebilled
- Udsigt over byen
- Udsigt over byen

43°05′N 25°39′Ø / 43.083°N 25.650°Ø
- Wikimedia Commons har flere filer relateret til Veliko Tarnovo